# Federação Libanesa de Voleibol
A Federação Libanesa de Voleibol  (em inglêsː  Lebanese Volleyball Federation, LVF) é  uma organização fundada em 1949 que governa a pratica de voleibol em Líbano, sendo membro da Federação Internacional de Voleibol e da Confederação Asiática de Voleibol, a entidade é responsável por  organizar  os campeonatos nacionais de  voleibol masculino e feminino no país.